# Günter Lüling
Günter Lüling (Varna, 25 ottobre 1928 – Erlangen, 10 settembre 2014) è stato un teologo tedesco.

## Biografia
Figlio di un missionario e cugino dell'orientalista Hans Heinrich Schaeder, studiò in Germania.
Superò l'esame di diploma di studi medi superiori nel 1949 e intraprese studi di teologia protestante, dell'Antico Testamento, di Latino, di Greco, di Aramaico e di Arabo. Si laureò nel 1957. Si sposò nel 1960 con Hannelore, che diventerà la sua collaboratrice.
Dal 1962 al 1965, Lüling diresse il Goethe-Institut di Aleppo (Siria), dove imparò l'arabo dialettale. Al suo ritorno in Germania, lavorò come assistente universitario e nel 1970 presentò il suo elaborato di tesi sull'interpretazione di alcune Sure coraniche come antichi inni cristiani di origine ariana. L'opera riceve il miglior giudizio (eximium opus), equivalente teoricamente alla sua accettazione automatica. Tuttavia il rinomato islamista e arabista Anton Spitaler, che aveva lavorato con Gotthelf Bergsträsser, ottiene l'esclusione di Lüling, che deve abbandonare l'università.. Due anni dopo, una versione accresciuta della stessa "scandalosa" tesi revisionista, viene ancora una volta rifiutata dagli accademici. Egli decide allora di pubblicare da solo Über den Ur-Qur'an (Sul Corano primitivo). 
Continua da quel momento a lavorare come ricercatore autonomo e senza affiliazioni universitarie.

## Opere scelte
- Über den Ur-Qur'an (Sul Corano primitivo), Erlangen, 1974 e 1993. Trad. inglese: A Challenge to Islam for Reformation, Delhi (India), Motilal Banarsidas Publ., 2003
- Die Wiederentdeckung des Propheten Mohammed (Riscoprire il profeta Maometto), 1981[6]
- "Das Passahlamm und die Altarabische Mutter der Blutrache, die Hyäne", su ZRGG 34, pp. 130-147.] (L'agnello di Pasqua e la madre della rivincita araba, la iena), 1982
- Archaische Wörter und Sachen im Wallfahrtswesen am Zionsberg [Dielheimer Blätter z. AT (DBAT) 20 (1984), 52-59](Parole e oggetti arcaici nelle peregrinazioni del Monte Zion), 1984
- Sprache und archaisches Denken. Neun Aufsätze zur Geistes- und Religionsgeschichte (Lingue e pensieri arcaici). Erlangen, 1985
- Der christliche Kult an der vorislamischen Kaaba (Il culto cristiano nella Caaba preislamica). Erlangen, 1992